# ويلسون لالين
ويلسون لالين (بالإسبانية: Wilson Lalín)‏ هو لاعب كرة قدم غواتيمالي في مركز الدفاع، ولد في 3 مايو 1985 في قسم ريتالهوليو في غواتيمالا. شارك مع منتخب غواتيمالا لكرة القدم. أما مع النوادي، فقد لعب مع نادي كوميونيكيشنس.

## وصلات خارجية
- ويلسون لالين على موقع قاعدة بيانات كرة القدم.إي يو (الإنجليزية)
- ويلسون لالين على موقع ناشيونال فوتبول تيمز (الإنجليزية)
- ويلسون لالين على موقع Soccerway.com (الإنجليزية)